# قرار مجلس الأمن التابع للأمم المتحدة رقم 667
قرار مجلس الأمن التابع للأمم المتحدة رقم 667، الذي اعتمد بالإجماع في 16 سبتمبر 1990، بعد الإشارة إلى القرارات 660 (1990)، 661 (1990)، 664 (1990)، 665 (1990) و‌666 (1990)، أعرب المجلس عن سخطه وأدان «الأعمال العدوانية» للعراق ضد البعثات الدبلوماسية والموظفين في الكويت المحتلة، بما في ذلك اختطاف بعضهم، مما يشكل انتهاكًا لاتفاقية فيينا للعلاقات الدبلوماسية و‌العلاقات القنصلية.
ودخل الجنود العراقيون البعثات الدبلوماسية لبعض الدول الأوروبية والعربية واختطفوا عدة أفراد وطردوا الآخرين. وقد طالب المجلس، متصرفًا بموجب الفصل السابع من ميثاق الأمم المتحدة، الإفراج الفوري عن الرعايا الأجانب وجميع الرعايا المذكورين في القرار 664، مذكرًا إياه بالتزاماته الدولية وفقًا لاتفاقيات فيينا. وطلب أيضًا إلى العراق أن يحمي سلامة ورفاه الموظفين الدبلوماسيين والقنصليين والمباني في الكويت، وأن لا يتخذ أي إجراء من شأنه أن يعرقل وظائفهم الدبلوماسية، بما في ذلك إمكانية وصول رعاياهم إلى أماكن العمل.
وأخيرًا، حث القرار كافة الدول الأعضاء بالتقيد الصارم بجميع القرارات الصادرة ضد العراق، مقررًا اتخاذ مزيد من الإجراءات ضد هذا البلد لتحديه لقرارات مجلس الأمن و‌القانون الدولي.
وكان تمرير القرار 667 قد حفز الرأي العالمي لدعم القوة المفرطة لمواجهة أعمال صدام حسين. وندد نائب ممثل العراق لدى الأمم المتحدة صباح طلعت قدرت بالقرار، قائلًا أن المجلس اتخذ إجراء سريعًا ضد بلاده ولكنه لم يتخذ أي إجراء فيما يتعلق بالقضية الفلسطينية.

## وصلات خارجية
- نص القرار على UNHCR.org